# Thư sinh bóng đêm
Thư sinh bóng đêm (tiếng Hàn: 밤을 걷는 선비; Romaja: Bameul Geotneun Seonbi) là một bộ phim truyền hình Hàn Quốc 2015 dựa trên manhwa cùng tên của tác giả Jo Joo-hee và do Han Seung-hee vẽ minh họa. Với sự tham gia của Lee Joon-gi, Shim Chang-min, Lee Soo-hyuk, Lee Yu-bi và Kim So-eun, phim phát sóng trên MBC vào mỗi tối thứ tư và thứ năm lúc 21:55 gồm 20 tập bắt đầu từ ngày 8 tháng 7 năm 2015.

## Nội dung
câu chuyện về 1 cô gái trẻ đến từ một gia đình tầng lớp thượng lưu bị suy bại, cô gái cải trang giống như một người chàng trai bán sách. Trong một lần bán sách, cô gặp một học giả ma cà rồng.

## Phân vai
- Lee Joon-gi vai Kim Sung-yeol
- Shim Chang-min vai Crown Prince Lee Yoon
- Lee Soo-hyuk vai Gwi
- Lee Yu-bi vai Jo Yang-sun
- Kim So-eun vai Choi Hye-ryung/Lee Myung-hee
- Jang Hee-jin vai Soo-hyang
- Lee Soon-jae vai King Hyeonjo
- Kim Myung-gon vai Noh Chang-sun
- Son Jong-hak vai Choi Chul-joong
- Jung Gyu-soo vai Jo-saeng
- Oh Yoon-hong vai Kkot-boon
- Yeo Eui-joo vai Noh Hak-young
- Choi Tae-hwan vai Ho-jin
- Park So-young vai Dam-yi
- Jang Seung-jo vai Hoàng tử Sadong
- Jung Suk-yong vai người bán sách
- Park Ji-il vai ba của Sung-yeol
- Kim Ye-ryung vai mẹ của Sung-yeol
- Kim Dong-hee
- Lee Hyun-woo vai Hoàng tử Jeonghyeon (nhân vật khách mời, tập 1)
- Yang Ik-june vai Hae-seo (khách mời, tập 1)

## Nhạc phim
1. "Sad Wind" – Eun Ga-eun
2. "Secret Paradise" – Jang Jae-in
3. "Love You Again" – Yook Sungjae
4. "Don't Cry" – G.NA
5. "Without You" – Beast

## Ratings
| Tập        | Ngày phát sóng      | TNmS    | TNmS              | AGB Nielsen | AGB Nielsen       |
| Tập        | Ngày phát sóng      | Cả nước | Vùng thủ đô Seoul | Cả nước     | Vùng thủ đô Seoul |
| ---------- | ------------------- | ------- | ----------------- | ----------- | ----------------- |
| 1          | 8 tháng 7 năm 2015  | 7.4%    | 9.1%              | 7.7%        | 8.1%              |
| 2          | 9 tháng 7 năm 2015  | 6.8%    | 8.9%              | 6.8%        | 7.3%              |
| 3          | 15 tháng 7 năm 2015 | 7.2%    | 9.1%              | 7.7%        | 7.8%              |
| 4          | 16 tháng 7 năm 2015 | 7.1℅    | 8.2%              | 7.7℅        | 8.5℅              |
| 5          | 22 tháng 7 năm 2015 | 7.3℅    | 9.0℅              | 7.8℅        | 8.9℅              |
| 6          | 23 tháng 7 năm 2015 | 6.4℅    | 7.5℅              | 7.9℅        | 8.7℅              |
| 7          | 29 tháng 7 năm 2015 | 6.9℅    | 8.0℅              | 7.9℅        | 8.3℅              |
| 8          | 30 tháng 7 năm 2015 | 7.3℅    | 7.9℅              | 7.4℅        | 7.8℅              |
| 9          | 5 tháng 8 năm 2015  | 7.4%    | 8.7℅              | 8.5%        | 8.6℅              |
| 10         | 6 tháng 8 năm 2015  | 6.5℅    | 7.5℅              | 7.4℅        | 7.4℅              |
| 11         | 12 tháng 8 năm 2015 | 6.5℅    | 7.7℅              | 6.9℅        | 6.8℅              |
| 12         | 13 tháng 8 năm 2015 | 6.3℅    | 7.1℅              | 7.4℅        | 7.1℅              |
| 13         | 19 tháng 8 năm 2015 | 7.3℅    | 7.9℅              | 7.6℅        | 7.3℅              |
| 14         | 20 tháng 8 năm 2015 | 6.6℅    | 7.2℅              | 7.0℅        | 7.5℅              |
| 15         | 26 tháng 8 năm 2015 | 6.5℅    | 7.1℅              | 6.5℅        | 6.5%              |
| 16         | 27 tháng 8 năm 2015 | 5.9℅    | 6.6%              | 6.8%        | 6.9℅              |
| 17         | 2 tháng 9 năm 2015  | 7.2℅    | 7.9℅              | 8.0℅        | 7.8℅              |
| 18         | 3 tháng 9 năm 2015  | 7.1℅    | 7.8℅              | 7.9℅        | 8.0℅              |
| 19         | 9 tháng 9 năm 2015  | 7.3℅    | 8.3℅              | 6.2℅        | 9.3%              |
| 20         | 10 tháng 9 năm 2015 | 7.2%    | 8.0%              | 7.7%        | 7.9%              |
| Trung bình | Trung bình          | 6.9%    | 8.0%              | 7.4%        | %                 |